# Christopher Oravec
Christopher Oravec (* 26. Mai 1981 in Ulm) ist ein ehemaliger deutscher Eishockeyspieler und heutiger -trainer, der zuletzt beim EV Ravensburg als Assistenztrainer arbeitete.

## Karriere
Oravec begann seine Karriere bei den Augsburger Panthern, bei denen er zunächst in der Junioren-Mannschaft bzw. der Regionalliga-Mannschaft eingesetzt wurde. In der Saison 2000/01 absolvierte er seine ersten Spiele für Augsburg in der Deutschen Eishockey Liga. In den folgenden drei Spielzeiten spielte er sowohl in der ersten als auch in der zweiten Mannschaft der Panther.
Zur Saison 2004/05 wechselte Oravec zu den Hamburg Freezers, für die er zwei Jahre in der DEL aufs Eis ging. Anschließend schloss er sich dem Ligakonkurrenten EV Duisburg an, wo er bis 2008 spielte.
Seit der Saison 2008/09 steht Oravec beim Zweitligisten EV Ravensburg unter Vertrag. Mit den Tower Stars konnte er 2011 die Meisterschaft in der 2. Bundesliga feiern.
2014 beendete er seine Karriere und wurde Assistenztrainer bei den Towerstars. Nach der Saison 2017/18 verließ er den Klub.

## Erfolge und Auszeichnungen
- 2011 Meister der 2. Eishockey-Bundesliga mit dem EV Ravensburg

## Karrierestatistik

### International
Vertrat Deutschland bei:
- U18-Junioren-Weltmeisterschaft 1999

(Legende zur Spielerstatistik: Sp oder GP = absolvierte Spiele; T oder G = erzielte Tore; V oder A = erzielte Assists; Pkt oder Pts = erzielte Scorerpunkte; SM oder PIM = erhaltene Strafminuten; +/− = Plus/Minus-Bilanz; PP = erzielte Überzahltore; SH = erzielte Unterzahltore; GW = erzielte Siegtore; 1 Play-downs/Relegation; Kursiv: Statistik nicht vollständig)